# Исмаил Мачев
Исмаил Мачев (Скопље. 3. јануар 1960 — Београд, 21. јануар 2019) бивши је југословенски атлетски репрезентативац. Био је члан АК Црвена звезда из Београда, а такмичио се у спринтерским дисциплинама. Највише успеха имао је у трци на 400 метара и као члан штафете 4 х 400 метара.
Мачев је двоструки освајач сребрних медаља на Медитеранским играма на 400 метара 1987. у Латакији и са штафетом 4 х 400 м 1991. у Атини. Посебно се памти да је био члан најбрже „беле штафете” на Светском првенству 1991. у Токију. Штафета састављена од атлетичара београдских клубова освојила је четврто место, а у квалификацијама је постигпа резултат 2:59,95, што је тада било најбоље време које је икада истрчала штафета састављена од атлетичара беле пути.
Постигнути резултат био је рекорд Југославије и актуелни рекорд Србије и Црне Горе. Штафета је трчала у саставу: Дејан Јовковић, Ненад Ђуровић, Мачев и Слободан Бранковић.
Са Црвеном звездом био је првак Европе и победник Купа шампуиона 1989. на београдској Маракани.
Учествовао је на светским и европским првенствима, као и на Олимпијским играма 1988. у Сеулу.
По завршетку такмичарске каријере, остао је у атлетици, као тренер. Атлетски савез Србије, Београда и Црвена звезда проглашавали су га неколико пута за најбољег тренера млађих категорија.
Године 2017. Мачев је успешно оперисан на ВМА, али две године касније тумор се вратио. Умро је 21. јануара 2019. у 59 години. Иза себе је оставио супругу Вукицу, кћерке Дејану, Татјану и Тамару, унука и унуку.
Сахрањен је на гробљу у Врчину.

## Значајнији резултати
| Датум                   | Такмичење                    | Место                     | Пласман                 | Дисциплина              | Резултат                | Детаљи                  |
| Представљао Југославију | Представљао Југославију      | Представљао Југославију   | Представљао Југославију | Представљао Југославију | Представљао Југославију | Представљао Југославију |
| ----------------------- | ---------------------------- | ------------------------- | ----------------------- | ----------------------- | ----------------------- | ----------------------- |
| 1982.                   | Европско првенство           | Атина, Грчка              | 10.                     | 4 х 400 м               | 3:08,44                 |                         |
| 1983                    | Медитеранске игре            | Казабланка, Мароко        | 6.                      | 400 м                   | 46,27                   |                         |
| 1986                    | Европско првенство у дворани | Мадрид, Шпанија           | 5.                      | 400 м                   | 47,78                   |                         |
| 1986                    | Европско првенство           | Штутгарт, Западна Немачка | 22.                     | 400 м                   | 47,52                   |                         |
| 1987.                   | Европско првенство у дворани | Лијевен, Француска        | 12.                     | 400 м                   | 48,15                   |                         |
| 1987.                   | Светско првенство            | Рим Италија               | 29.                     | 400 м                   | 46,54                   |                         |
| 1987.                   | Светско првенство            | Рим Италија               | 10.                     | 4 х 400 м               | 3:03.30                 |                         |
| 1987.                   | Медитеранске игре            | Латакија Сирија           |                         | 400 м                   | 46,23                   |                         |
| 1988                    | Олимпијске игре              | Сеул, Јужна Кореја        | 20.                     | 400 м                   | 46,37                   |                         |
| 1988                    | Олимпијске игре              | Сеул, Јужна Кореја        | 9-                      | 4 х 400 м               | 3:01,59                 |                         |
| 1990.                   | Европско првенство           | Сплит, Југославија        | 5.                      | 4 х 400 м               | 3:02,46                 |                         |
| 1991                    | Медитеранске игре            | Атина, Грчка              |                         | 4 х 400 м               | 3:03,74                 |                         |
| 1991                    | Светско првенство            | Токио Јапан               | 4.                      | 4 х 400 м               | 3:00,32                 | ,                       |

## Лични рекорди
На отвореном
- 200 м – 21,5 (Скопље, 1981)
- 400 м – 45,83 (Љубљана. 1987)
- 800 м – 1:47,46 (Сарајево. 1988)

У дворани
- 200 м – 22,05 (Будимпешта, 1987)
- 400 м – 47.11 (Будимпешта, 1990)